# William J. McConnell

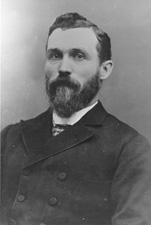
William J. McConnell

William John McConnell (* 18. September 1839 in Commerce, Oakland County, Michigan; † 30. März 1925 in Moscow, Idaho) war ein US-amerikanischer Politiker und von 1893 bis 1897 Gouverneur des Bundesstaates Idaho. Zwischen 1890 und 1891 vertrat er seinen Staat im US-Senat.

## Frühe Jahre und politischer Aufstieg
William McConnell besuchte die öffentlichen Schulen seiner Heimat in Michigan. Im Jahr 1860 zog er nach Kalifornien, wo er unter anderem im Bergbau, der Viehzucht, im Handel und im Bankwesen arbeitete. Von 1862 bis 1863 war er Lehrer im Yamhill County in Oregon. Zwischen 1865 und 1867 war er stellvertretender US-Marshal im Idaho-Territorium. Danach zog er wieder nach Oregon, wo er in der Viehzucht arbeitete. McConnell schloss sich der Republikanischen Partei an. Im Jahr 1882 war er Mitglied und Präsident des Senats von Oregon. 1886 kehrte er in das heutige Idaho zurück, wo er sich in der Stadt Moscow niederließ und als Händler arbeitete. Im Jahr 1890 war er Mitglied der verfassungsgebenden Versammlung von Idaho.

## US-Senator und Gouverneur
Nachdem Idaho als Bundesstaat den Vereinigten Staaten beigetreten war, wurde McConnell als erster Class-3-Senator in den Kongress gewählt. Dort diente er zusammen mit George Laird Shoup, der den anderen Senatssitz des neuen Bundesstaates einnahm. McConnell konnte das Mandat nur zwischen dem 18. Dezember 1890 und dem 3. März 1891 ausüben. An diesem Tag endete die Amtsperiode der Class-3-Senatoren und McConnell hatte sich nicht für eine weitere Amtszeit beworben.
Im Jahr 1892 wurde er als Kandidat seiner Partei zum Gouverneur von Idaho gewählt. Nach einer Wiederwahl im Jahr 1894 konnte er dieses Amt zwischen dem 1. Januar 1893 und dem 4. Januar 1897 ausüben. In seiner Amtszeit wurde das Frauenwahlrecht für Idaho beschlossen und zwei neue staatliche Schulen errichtet. Ein neues Gesetz regelte die Bewässerungsrechte im Staat und den Arbeitern wurde gesetzlich das Recht gewährt, Mitglied der Gewerkschaften zu werden.

## Weiterer Lebenslauf
Nach dem Ende seiner Gouverneurszeit wurde William McConnell von Präsident William McKinley zum Indianerbeauftragten der Bundesregierung ernannt. Diesen Posten hatte er zwischen 1897 und 1901 inne. Von 1909 bis zu seinem Tod im Jahr 1925 war er bei der Einwanderungsbehörde in Moscow beschäftigt. Mit seiner Frau Louisa Brown hatte William McConnell fünf Kinder.